# Langenreuth
Langenreuth (oberfränkisch: Langa-rat)  ist ein Gemeindeteil der Stadt Pegnitz im Landkreis Bayreuth (Oberfranken, Bayern). Langenreuth liegt in der Gemarkung Zips.

## Geografie
Das Dorf liegt in einer Rodungsinsel auf einem Hochplateau der Fränkischen Schweiz. Eine Gemeindeverbindungsstraße führt nach
Schnabelwaid zur Kreisstraße BT 22 (2,4 km nördlich) bzw. nach Zips zur Bundesstraße 2 (1,4 km südlich).

## Geschichte
Der Ort wurde 1433 als „Langenreut“ erstmals urkundlich erwähnt. Das Grundwort -reuth lässt darauf schließen, dass der Siedlungstätigkeit eine Rodung vorausgegangen war. Die Rodungsform war gemäß dem Bestimmungswort länglich.
Langenreuth unterstand zuzeiten des Heiligen Römischen Reichs Deutscher Nation dem brandenburg-bayreuthischen Oberamt Creußen. Von 1791/92 bis 1810 waren das preußische Justiz- und Kammeramt Pegnitz die übergeordneten Institutionen. Danach kam die gesamte Region an das Königreich Bayern.
Mit dem Gemeindeedikt (frühes 19. Jahrhundert) wurde Langenreuth dem Steuerdistrikt Schnabelwaid und der Ruralgemeinde Zips zugewiesen. Im Rahmen der Gebietsreform in Bayern wurde Langenreuth in die Stadt Pegnitz eingegliedert.

## Eisenerzbergbau Langenreuth
Bei Langenreuth wurde Eisenerz über Tage abgebaut. Während des Zweiten Weltkriegs wurden dort russische Kriegsgefangene als Zwangsarbeiter eingesetzt. Ein Einsatzkommando der Geheimen Staatspolizei (Gestapo) Regensburg überprüfte am 29. November 1941 das russische Arbeitskommando mit einer Gesamtstärke von 23 Kriegsgefangenen. Acht der Gefangenen wurden als „unbrauchbare Elemente ausgesondert“, am 17. Dezember 1941 in das Konzentrationslager Flossenbürg gebracht und dort umgebracht.
Der Pegnitzer Bürgermeister regte am 17. Dezember 2013, dem Jahrestag der Ermordung, anlässlich einer kleinen Gedenkstunde die Aufstellung eines Gedenksteins für die namentlich nicht bekannten Opfer an. Eine Mehrheit der Bewohner Langenreuths votierte in der Folgezeit jedoch gegen dieses Vorhaben.

## Baudenkmäler
- Herrnweg 1: Wohnstallhaus